# Hobro IK
Hobro IK – duński klub piłkarski z siedzibą w Hobro w regionie Jutlandia Północna.

## Historia
Hobro IK został założony 27 maja 1913 roku w Hobro. Do 2005 roku zespół występował w niższych ligach regionalnych. W 2005 w związku z rozszerzeniem 2. division, która została podzielona na dwie grupy, otrzymał miejsce w grupie zachodniej. W sezonie 2009/10 zajął drugie miejsce, a potem w barażach zwyciężył drugą drużynę ze wschodniej grupy B.93 2:0 i 3:1 i awansował do 1. division. Po zakończeniu sezonu 2013/14 uplasował się na drugiej lokacie i zdobył historyczny awans do Superligaen. W sezonie 2015/16 klub zajął ostatnie miejsce w tabeli i spadł do 1. division, którą wygrał w sezonie 2016/17 i powrócił do Superligaen. W sezonie 2019/20 zespół ponownie spadł do 1.division.

## Sukcesy

### Trofea międzynarodowe
Nie uczestniczył w rozgrywkach europejskich (stan na 15-09-2023).

### Trofea krajowe
| \| \| Zdobyte trofea w rozgrywkach Danii (stan na: 15-09-2023) \| |                                                          |      |                  |
| Rozgrywki                                                         | Osiągnięcie                                              | Razy | Sezon(y)         |
| Mistrzostwo                                                       | I miejsce                                                | 0    |                  |
| Mistrzostwo                                                       | II miejsce                                               | 0    |                  |
| Mistrzostwo                                                       | III miejsce                                              | 0    |                  |
| Mistrzostwo                                                       | 7. miejsce                                               | 2    | 2015, 2018       |
| Puchar                                                            | zdobywca                                                 | 0    |                  |
| Puchar                                                            | finalista                                                | 0    |                  |
| Puchar                                                            | ćwierćfinalista                                          | 3    | 2010, 2014, 2018 |
| II liga                                                           | I miejsce                                                | 0    |                  |
| II liga                                                           | II miejsce                                               | 2    | 2014, 2017       |
| II liga                                                           | III miejsce                                              | 0    |                  |
| Dania                                                             | Zdobyte trofea w rozgrywkach Danii (stan na: 15-09-2023) |      |                  |

- 2. division:
  - wicemistrz: 2009/10 (zachód)

## Stadion
Klub rozgrywa swoje mecze domowe na stadionie DS Arena w Hobro, który może pomieścić 7,500 widzów. Stadion ten posiada 435 zadaszonych miejsc siedzących.

## Skład na sezon 2023/2024
Stan na 15 września 2023
| Nr | Poz. | Piłkarz            |
| -- | ---- | ------------------ |
| 1  | BR   | Jonathan Fischer   |
| 2  | OB   | Simon Jakobsen     |
| 3  | OB   | Jesper Bøge        |
| 4  | OB   | Jacob Tjørnelund   |
| 5  | OB   | Soumaïla Ouattara  |
| 6  | PO   | Frederik Mortensen |
| 7  | NA   | Oliver Klitten     |
| 8  | PO   | Christian Hørby    |
| 9  | NA   | Laurs Skjellerup   |
| 10 | NA   | Muamer Brajanac    |
| 11 | PO   | Mathias Kristensen |
| 12 | OB   | Marius Jacobsen    |
| 13 | OB   | Frederik Dietz     |

| Nr | Poz. | Piłkarz             |
| -- | ---- | ------------------- |
| 15 | NA   | Sebastian Rasmussen |
| 17 | PO   | Villads Rasmussen   |
| 18 | OB   | Emil Søgaard        |
| 20 | NA   | Moubarack Compaoré  |
| 21 | PO   | Abdoul Yoda         |
| 22 | OB   | Max Nielsen         |
| 24 | PO   | Oliver Overgaard    |
| 26 | OB   | Rasmus Johansen     |
| 27 | OB   | Lukas Klitten       |
| 33 | PO   | Mads Freundlich     |
| 40 | NA   | Mikkel Boye         |
| 73 | BR   | William Tønning     |